# Orthotylus nyctalis
Orthotylus nyctalis är en insektsart som beskrevs av Knight 1927. Orthotylus nyctalis ingår i släktet Orthotylus och familjen ängsskinnbaggar. Inga underarter finns listade i Catalogue of Life.